# Frank Dummerth
Frank Dummerth (San Luis, 6 de enero de 1871-San Luis, 7 de agosto de 1936) fue un deportista estadunidense que compitió en remo. Participó en los Juegos Olímpicos de San Luis 1904, obteniendo una medalla de bronce en la prueba de cuatro sin timonel.

## Palmarés internacional
| Juegos Olímpicos | Juegos Olímpicos          | Juegos Olímpicos  | Juegos Olímpicos   |
| Año              | Lugar                     | Medalla           | Prueba             |
| ---------------- | ------------------------- | ----------------- | ------------------ |
| 1904             | San Luis (Estados Unidos) | Medalla de bronce | Cuatro sin timonel |